# ألفريدو غريفين
ألفريدو غريفين هو لاعب كرة قاعدة دومينيكاني، ولد في 6 أكتوبر 1957 في سانتو دومينغو في جمهورية الدومينيكان.

## وصلات خارجية
- ألفريدو غريفين على موقع دوري كرة القاعدة الرئيسي (الإنجليزية)
- ألفريدو غريفين على موقعبيزبول رفرنس.كوم (الدوري الرئيسي) (الإنجليزية)
- ألفريدو غريفين على موقعبيزبول رفرنس.كوم (الدوري الثانوي) (الإنجليزية)
- ألفريدو غريفين على موقع إي إس بي إن.كوم (أم.أل.بي) (الإنجليزية)
- ألفريدو غريفين على موقع مشجعي الرسوم البيانية (الإنجليزية)